# Били Гибънс
Уилиям Фредерик Гибънс (на английски: William Frederick Gibbons), по-известен като Били Гибънс, е фронтмен на американската рок група ZZ Top.
Започва кариерата си в групата Moving Sidewalks, с която записва албума Flash през 1968 г. През 1969 г. сформира групата ZZ Top, с която издават първия си албум ZZ Top's First Album в началото на 1971 г.
Гибънс е обявен за 32-ия най-добър китарист на всички времена от списание „Ролинг Стоун“ през 2011 г.